# Augustin Bubník
Augustin Bubník (n. 21 noiembrie 1928, Praga, Cehoslovacia – d. 18 aprilie 2017, Praga, Cehia) a fost un jucător de hochei pe gheață ce a reprezentat Cehoslovacia, medaliat olimpic. A participat la o ediție a Jocurilor Olimpice (1948) în care a câștigat o medalie de argint.

## Participări
Lista de mai jos prezintă principalele competiții la care a participat Augustin Bubník de-a lungul carierei.
- Olympische Winterspiele 1948/Eishockey[*]